# Königsberger Klopse

Königsberger Klopse mit Salzkartoffeln und Roter Bete

Königsberger Klopse, auch Kapernklopse oder Soßklopse, sind eine aus Ostpreußen stammende Zubereitung für gekochte Hackfleischklöße. Charakteristisch ist eine helle Sauce mit Kapern. Benannt ist sie nach Ostpreußens Hauptstadt Königsberg und dem Wort „Klops“ für „kleiner Kloß“. In Königsberg selbst war die Bezeichnung nicht gebräuchlich, dort hieß das Gericht Saure Klopse.

## Zubereitung
Sie werden aus Hackfleisch vom Kalb oder von Rind und Schwein mit gehackten Sardellen (sofern Salzhering verwendet wird, wurde zur Abgrenzung die Bezeichnung Heringsklopse verwendet), Zwiebeln, eingeweichtem Weißbrot, Ei und Gewürzen zubereitet. Die zu Bällchen geformte Masse wird in Salzwasser (eventuell mit Essig oder Weißwein) mit Zwiebeln, Pfefferkörnern, Piment und Lorbeer gegart, die gesiebte Kochbrühe anschließend mit etwas heller Mehlschwitze, Sahne und Eigelb gebunden und mit Zitronensaft und Kapern ergänzt.
Als Beilage werden Salzkartoffeln oder Kartoffelpüree (Kartoffelmus, Kartoffelstampf) gereicht, in manchen Gegenden ist zusätzlich eingelegte Rote Bete üblich. Weit verbreitet ist auch Reis als Beilage.
Im Jahr 1845 wurden Königsberger Klopse wie folgt beschrieben:

„½ kg gewiegtes Rindfleisch und 125 g gewiegtes Schweinefleisch wird mit 2 Eiern, 1 eingeweichten, gut ausgedrückten Milchbrot, einigen gewiegten Sardellen und etwas gestoßenem Pfeffer gut vermengt. Zuletzt mischt man noch geriebene Semmel darunter und formt runde Klöße. Dann bereitet man helles Schwitzmehl von 2 Löffel Butter und 2 Löffel Mehl, gießt eine Obertasse kochendes Wasser dazu und läßt eine sämige Sauce davon kochen. In die Sauce tut man 2 Eßlöffel fein gewiegte Sardellen oder einen gut gewässerten, fein gewiegten Hering, ferner ein paar entkernte Zitronenscheiben und 2 Eßlöffel Kapern; wenn alles kocht, schmeckt man die Sauce mit Pfeffer, Zucker und Weinessig ab. …“

Als Grundrezept wurde 1930 gewolftes Rind- und Schweinefleisch, gekocht in Salz-Essig-Wasser, genannt. Die Sauce wurde anschließend mit Mehl und saurer Sahne abgebunden und mit Ei und Butter legiert.
Laut einer Umfrage des Forsa-Instituts in Deutschland aus dem Jahr 2009 haben Königsberger Klopse mit 93 Prozent den größten Bekanntheitsgrad unter den regionalen Gerichten, doch geht seine Bedeutung für die jüngere Generation zurück. So war es Frankfurter Studenten, wie Marin Trenk im Jahr 2015 berichtete, unbekannt.